# Orlanka (Bielsk Podlaski)
Orlanka est un village de Pologne, situé dans la gmina de Bielsk Podlaski, dans le powiat de Bielsk Podlaski, dans la voïvodie de Podlachie.

## Source
- (en) Cet article est partiellement ou en totalité issu de l’article de Wikipédia en anglais intitulé « Orlanka, Podlaskie Voivodeship » (voir la liste des auteurs).